# Georg Wenker
Georg Johann Arnold Wenker (25. února 1852 Düsseldorf – 17. července 1911 Marburg) byl německý lingvista zabývající se zejména německou dialektologií.

## Život
V roce 1876 absolvoval Universitě v Tübingenu, poté pracoval jako knihovník v Marburgu, od roku 1888 do své smrti působil na univerzitě v Marburgu ve výzkumném ústavu německého jazyka, kde položil základ k projektu jazykového atlasu Sprachatlas des deutschen Reiches. Wenkerovým přínosem bylo užívání tzv. Wenkerových vět (Wenkersätze), tedy čtyřiceti vět se slovy běžného jazyka, které byly rozesílány do jednotlivých německých jazykových oblastí, v odpověď potom přicházely tyto věty vyjádřené příslušným dialektem.